# Hrvati u Kanadi
Hrvati u Kanadi naseljeni su u većim kanadskim gradovima, uključujući Toronto (i širi prostor), Hamilton, Ottawa, Vancouver, Calgary, Windsor i Montreal.

## Demografija
Prema popisu iz 2011. bilo je otprilike 114.880 Kanađana hrvatskog podrijetla. Taj je broj prema popisu iz 2016. narastao na 133.965. Najveći broj Hrvata nalazi se u sljedećim gradovima:
- Toronto, Ontario: 13.670
- Hamilton, Ontario: 10.110
- Mississauga, Ontario: 9935
- Calgary, Alberta: 5575
- Edmonton, Alberta: 4175
- Oakville, Ontario: 4045
- Vancouver, British Columbia: 3890
- Ottawa, Ontario: 3540
- Burnaby, British Columbia: 3225
- Kitchener, Ontario: 3000

Statistike u Kanadi provedene su i u kanadskim metropolskim područjima (upravna podjela), pa po toj statistici Hrvata u njima ima:
- Toronto: 37.460
- Vancouver: 15.670
- Hamilton: 13.655
- Calgary: 6265
- Edmonton: 5265
- Montreal: 5230
- Kitchener: 4920
- Regija nacionalne prijestolnice: 4135
- Windsor: 3925
- Niagara Falls: 3225

## Povijest
Prvi Hrvati u Kanadi su, prema indicijama, bili su Ivan Malogrudić iz Senja i Marin Masalarda i Dubrovnika. Oni su bili članovi francuske ekspedicije Jacquesa Cartiera i Jean-Françoisa de Robervala 1541. Prve hrvatske naseobine u Kanadi utemeljene su u British Columbiji tijekom polovice 19. stoljeća u potrazi za nalazištima zlata. Ti Hrvati su dolazili iz susjednog SAD-a. Iz Hrvatske su se počeli doseljivati tijekom 1890-ih. Uglavnom su radili kao rudari te na gradnji željezničkih pruga. Tijekom Prvog svjetskog rata Kanada je ratovala protiv Austro-Ugarske, stoga su Hrvati bili zatočeni na kanadskom sjeveru do proljeća 1916. Nakon Prvog svjetskog rata započinje masovno doseljavanje Hrvata u Kanadu.  Smatra se da se u međuratnom razdoblju uselilo oko 27.000 Hrvata u 170 naselja. Između 1947. i 1950. u Kanadu je došlo nekoliko tisuća političkih izbjeglica. Kasnije su se u Kanadi doseljavali ekonomski migranti.

### Novinstvo
Hrvatske novine u Kanadi su imale male naklade. Izlazile su kratko i neredovito, a često si mijenjale nazive. Među najzastupljenijima bile su novine radnika poput Besposleni radnik (Vancouver, 1929.) i Borba (Toronto, 1931.), novine političkih stranaka poput Hrvatski glas (Winnipeg, 1930.) Hrvatske seljačke stranke, novine državotvorne političke emigracije kao što su Domovina Hrvatska, Nezavisna Država Hrvatska, Hrvatski put, Naš put.

## Vjeroispovijest
Većina Hrvata u Kanadi su katolici latinskog obreda, sljedbenici vjere svojih predaka iz Hrvatske i Bosne i Hercegovine. Postoji i maleni broj kandaskih Hrvata grčkoga ili bizantskoga obreda koji su katolici, dakle grkokatolika i pravoslavaca. Osim navedenih, postoji i zajednica muslimanskih Hrvata u kojoj se nalaze potomci onih Hrvata što su prešli na islam još u 16. stoljeću nakon osmanskoga osvajanja Hrvatske. Postoji i znatan broj Hrvata protestanata.
U Kanadi je prva hrvatska župa osnovana u Windsoru 1950. Uskoro su osnovane i župe u Torontu (1951.), Hamiltonu (1958.) i Vancouveru (1967.). Danas postoje čiste hrvatske župe u sedamnaest kanadskih gradova. Organizirali su se i Hrvati muslimani, koji su osnovali Hrvatski islamski centar 1974. u Etobicokeu. Danas, s obzirom na politički razvoj događaja, dotok muslimana iz BiH koji su bili protiv hrvatske opcije, Hrvatski islamski centar je na inicijativu Mustafe Cerića, poglavara islamske zajednice u BiH, preimenovan je u Bosanski islamski centar. Iako je velika većina Hrvata u Kanadi rimokatolici, tu su i značajan broj nekatoličkih Hrvata, uključujući i protestante (većina njih su u Kanadi dulje od jedne generacije) i pravoslavaca (većina ih je iz miješanih brakova).

### Hrvatske katoličke misije
U doseljavanjima nakon II. svjetskoga rata dolazi do većega priljeva Hrvata i nagla povećanja hrvatske zajednice u Kanadi. Uz sam priljev doseljenika, osnivanje župa i gradnju crkava potaknula je i apostolska konstitucija Exsul Familia pape Pija XII., u kojoj je podupro osnivanje nacionalnih župa među katoličkim iseljenicima. Njihova važnost u zajednici je što je „… duhovna korist od župe je od neopisive važnosti za djecu. Naša djeca 
imaju priliku, da na svom materinjem jeziku slušaju i nauče svoju vjeru. … Gdje se nalazi nacionalna župa tamo je i nacionalni život razvijeniji. Tu naša djeca govore hrvatski. Znaju odakle su njihovi roditelji – znaju za staru domovinu svojih pređa” O. Dragutin Kamber organizira u Torontu hrvatsku zajednicu i potiče gradnju crkve Naše Gospe Kraljice Hrvata, parka i župnoga groblja. Završetkom II. svjetskoga rata počinje i zauzetija pastoralna briga koja se očituje u slanju svećenika i časnih sestara iz Hrvatske. Svećenici u župama daju i poduke hrvatskoga jezika i pokreću folklorne skupine. Uz župe, osnivaju se i župne škole: prvu osniva 1961. vlč. Pandžić u Sudburyju. Crkva sv. Marka u Sudburyju zalaganjem fra Ljube Krasića postaje sjedištem HIŠAK-a (Hrvatskih izvandomovinskih škola Amerike-Australije-Kanade), utemeljena radi koordinacije rada škola hrvatskoga jezika i folklora, izdavanja udžbenika, vođenja seminara za učitelje i povezivanja hrvatskih škola u svijetu. Glavni ured HIŠAK-a od 1988. je u Norvalu.
U Kanadi djeluje 19 (hrvatskih) katoličkih župa.
- župa sv. Marka u Sudburyju,
- župa sv. Križa u Hamiltonu,
- župa Naše Gospe Kraljice Hrvata u Torontu,
- župa Blažene Marije Djevice zaštitnice putnika u Sault St. Marie,
- župa sv. Antuna Padovanskog u Wellandu,
- župa sv. Leopolda Mandića u Londonu,
- župa sv. Nikole Tavelića u Montrealu,
- župa sv. Franje Asiškog u Windsoru,
- župa sv. Leopolda Mandića u Ottawi,
- župa Hrvatskih mučenika u Mississaugi,
- župa Presvetog Trojstva u Oakvilleu,
- župa sv. Obitelji u Kitcheneru,
- župa Srca Marijina u Vancouveru,
- župa sv. Leopolda Mandića u Victoriji,
- župa Majke Božje Bistričke u Calgaryju,
- župa Uznesenja Marijina u Thunder Bayju,
- župa sv. Nikole Tavelića u Winnipegu, 
  - u sklopu župe od veljače 1972. djeluje Hrvatski folklorni ansambl »Hrvatska zora«[15]
- župa Male Gospe u Edmontonu te
- Hrvatsko franjevačko središte Kraljice Mira u Norvalu.

## Naobrazba
Osnovna katolička škola San Sebastian u Mississagui nudi nastavu na hrvatskome jeziku.

## Kultura
1928. u Hamiltonu je utemeljen Hrvatski narodni dom (eng. Croatian National Home), najstarija i dalje djelujuća kulturna ustanova u Kanadi.

## Udruge
God. 1957. utemeljeni su Ujedinjeni Hrvati Kanade (eng. United Croats of Canada), čija je podružnica „Grana kralja Tomislava” (eng. King Tomislav Branch) osnivač, vlasnik i upravitelj Hrvatskim kulturnim centrom u Vancouveru, osnovanim 1986. Centar održava od 2016. godišnju manifestaciju Hrvatski dani (eng. Croatia days).
Od 1973. djeluje Hrvatsko-kanadski folklorni savez (eng. Croatian Folklore Federation of Canada)
Od 1979. djeluje Klapa Zvonimir, klapa koju su u Vancouveru osnovali ribari iz Sumartina na Braču.
Od 1993. u Kanadi djeluje Kanadsko-hrvatski kongres, udruga kojoj je cilj okupljati i povezivati hrvatske udruge u Kanadi radi uspješnijeg djelovanja za hrvatske interese.
Od 1995. u Kanadi djeluje i Kanadsko-hrvatska gospodarska komora (eng. Canadian-Croatian Chamber of Commerce).

## Sport

### Hokej
- Toronto Torcida

### Nogomet
U Kanadi i SAD-u djeluje Hrvatski nacionalni nogometni savez Kanade i Sjedinjenih Američkih Država. Jednom godišnje održava se Hrvatski nacionalni nogometni turnir SAD i Kanade.
- Adria Sudbury
- Croatia Montreal
- Croatia Toronto
- Dalmacija Streetsville
- Edmonton Croatia SC
- Hamilton Croatia
- Jadran Ottawa
- Hrvat Oakville
- Hrvat St. Catharines
- Hrvatski vitez Oakville
- Karlovac-Velebit Milton
- Kitchener Hrvat
- Livno Oakville
- London Croatia
- Maksimir Vancouver
- Mississauga Croatia
- Norval Croatia
- Sault St. Marie Croatia
- Streetsville Dalmacija
- Sudbury Adria
- Toronto Zagreb
- Windsor Croatia
- Winnipeg Croatia SC

## Poznatiji kanadski Hrvati

### Književnici
- Marija Maja Dulić – književnica i učiteljica
- Berislav Fabek – karikaturist, scenarist crtanih, nastavnih i reklamnih filmova, crtač stripa i književnik
- Marija Fabek – književnica
- Ana Ganza – književnica
- Vinko Grubišić – književnik, antologičar i jezikoslovac
- Alan Horić – književnik
- Stjepan Hrastovec – književnik i novinar
- Katarina Pejaković – književnica
- Teresa Toten – književnica

### Pjevači
- Michael Bublé – pjevač
- Ivan Hrvatska – pjevač
- Daniella Pavicic – pjevačica
- Elizabeth Anka Vajagic – pjevačica

### Političari u Hrvatskoj
- Tihomir Orešković – premijer
- Gojko Šušak – ministar obrane tijekom Domovinskog rata
- Ruža Tomašić – zastupnica u Hrvatskom saboru i Europskom parlamentu

### Političari u Kanadi
- Eve Adams – članica parlamenta od 2011. do 2015.
- Bob Bratina – član parlamenta od 2015. do danas
- Jan Brown – članica parlamenta od 1993. do 1997.
- Mladen Giunio-Zorkin – vođa Hrvatskog seljačkog društva (Croatian peasent society)
- Bill Gvozdanovic – gradski vijećnik u Timminsu od 1997.
- Allan Kerpan – član parlamenta od 1993. do 2000.
- Frank Krznaric – gradski vijećnik u Timminsu od 1981. do 1989.; od 1991. do 1993.
- Joe Mavrinac – gradonačelnik Kirkland Lakea u Ontariju od 1980. do 1997.
- Janko Peric – član parlamenta od 1993. do 2004.
- Peter Sekulic – član zakonodavne skupštine Alberte od 1993. do 1997.
- Roseanne Skoke – članica parlamenta od 1993. do 1997.
- John Sola – član zakonodavne skupštine Ontarija od 1987. do 1995.
- Dave Stupich – član parlamenta od 1988. do 1993.
- Berry Vrbanovic – gradonačelnik Kitchenera od 2014. do danas
- Lynne Yelich – članica parlamenta od 2000. do 2015.

### Sportaši
- Anton Baričević – snagator i ekscentrik
- Sandra Bezic – klizačica
- Val Bezic – klizač
- Željko Bilecki – nogometaš
- Joseph Cattarinich – hokejaš
- George Chuvalo – boksač
- Frank Dancevic – tenisač
- Nick Dasovic – nogometaš
- Jonathan Filewich – hokejaš
- Luke Gazdic – hokejaš
- Bo Horvat – hokejaš
- Tony Hrkac – hokejaš
- Ante Jazić – nogometaš
- Ryan Kinasewich – hokejaš
- Dan Kordic – hokejaš
- John Kordic – hokejaš
- Frank Mahovlich – hokejaš, član Dvorane slavnih
- Peter Mahovlich – hokejaš
- Tony Mandarich – igrač američkog nogometa
- Phil Oreskovic – hokejaš
- Victor Oreskovic – hokejaš
- Marty Pavelich – hokejaš
- Matt Pavelich – hokejaški sudac, član Dvorane slavnih
- Josip Nikolai Peruzović – hrvač
- George Pesut – hokejaš
- Mark Popovic – hokejaš
- Ivan Radočaj – kečer
- Joe Sakic – hokejaš
- Cory Sarich – hokejaš
- Paul Spoljaric – bejzbolaš
- Stan Stasiak – hrvač
- Marc-Édouard Vlasic – hokejaš

### Znanstvenci
- Mirko Dikšić – neuroznanstvenik, nuklearni medicinar, radiokemičar
- Asaf Duraković – nuklearni medicinar, toksikolog, publicist i pjesnik
- Stjepan Krešić – filolog, prevoditelj
- Krešimir Krnjević McGill – istraživač i profesor psihologije, odlikovan Redom Kanade 1987.
- Nedo Pavešković – pravnik, arhivist, znanstvenik, publicist
- Zvonko Vranešić – šahist, inženjer elektrotehnike

### Ostali
- Madeline-Ann Aksich – aktivistica
- Steve Bacic – glumac
- Frank Cvitanovich – autor dokumentaraca
- Mato Dukovac – zračni as
- Robert Herjavec – poduzetnik, ulagač, publicist i televizijska ličnost
- Ryan Hreljac – aktivist
- Anton Kikaš – aktivist, građevinski poduzetnik, kulturni djelatnik
- Petar Rajič – prelat
- Kerim Reis – kulturni djelatnik
- Marin Sopta – publicist i političar
- Damir Stojić – svećenik

## Poveznice
- Hrvati u SAD-u
- Hrvati u Čileu

## Vanjske poveznice
- Povijest kanadskih Hrvata
- Statistike u Kanadi